# Look What You Made Me Do
«Look What You Made Me Do» — перший сингл шостого студійного альбому американської попспівачки Тейлор Свіфт — Reputation. В США сингл вийшов 24 серпня 2017 року. Пісня написана Тейлор Свіфт, Джеком Антоноффом, Фредом Фаірбрассом, Річардом Фаірбрассом та Робом Манзолі; спродюсована Джеком Антонофом та Тейлор Свіфт. Музичне відео зрежисоване Джозефом Каном; відеокліп зібрав найбільшу кількість переглядів на YouTube за 24 години після опублікування в порівнянні з іншими музичними відео в історії відеохостингу.

## Історія
18 серпня 2017 року Свіфт очистила свої облікові записи в соцмережах, що викликало чутки про появу нової музики. 21 серпня Свіфт виклала 10-секундний тизер відео з хвостовою частиною змії у всіх своїх акаунтах у соціальних платформах, його друга частина з'явилася через день, а 23 серпня вийшла і 3 частина з головою змії. У той же день Свіфт повідомила, що перший сингл з її майбутнього нового шостого альбому, названого Reputation, вийде наступної ночі. Реліз пісні пройшов 24 серпня через стрімінгові сервіси заробив понад 8 млн стрімінгових прослуховувань за 24 години його релізу через сервіс потокових прослуховувань Spotify, встановивши тим самим новий рекорд першого дня релізу для окремого треку. 29 серпня 2017 року Big Machine Records запустило пісню на американському contemporary hit radio.

## Музика
Музичні критики описали жанр «Look What You Made Me Do» як електроклеш, поп, данс-поп та електропоп.
«Look What You Made Me Do» написана в мінорній тональності Ля мінор з темпом 128 ударів за хвилину.
Річард Фербрасс, Фред Фербрасс і Роб Манзолі, члени британської танцювальної попгрупи Right Said Fred, вказані як співавтори пісні, оскільки вона включає та інтерполює мелодію їх хіта 1992 року «I'm Too Sexy». За словами Фреда Фербрасса, з ним і його братом зв'язалися за тиждень до випуску «Look What You Made Me Do» і їх запитали, чи може одна «сучасна попвиконавиця» — чиє ім'я не було названо — використовувати частину їх пісні для її останнього синглу. Хоча брати погодилися на угоду, вони офіційно не дізнались імені співачки, про яку йдеться, до ранку того дня, коли відбувся реліз синглу, але здогадалися за різними ознаками, хто вона. Обидва брати сказали, що їм сподобалася пісня Look What You Made Me Do; Фред Фербрасс сказав в інтерв'ю журналу Rolling Stone: «Мені подобається цинічний аспект лірики, тому що і наш 'I'm Too Sexy' — це цинічна пісня, і я думаю, що вона добре це зробила».
«Look What You Made Me Do» ще далі віддалила Свіфт від попередніх робіт у стилі кантрі-музики та наблизила співачку до жанрів альтернативної електронної музики. У ліричному плані композиція виконана в агресивному тоні: Свіфт визнає домінівне становище над неназваними недоброзичливцями та говорить про неминучість наслідків за безчесні вчинки на свою адресу.

## Музичне відео
Музичне відео зрежисоване Джозефом Каном. Прем'єра відбулася 27 серпня 2017 року під час 2017 MTV Video Music Awards. За першу добу опісля опублікування на YouTube музичне відео досягло кількості переглядів у 49,9 мільйона, що побило всі попередні рекорди. До цього найтоповішим по переглядах відеокліп був «Hello» британської співачки Адель, котрий отримав 27,7 мільйона переглядів за першу добу після опублікування відео на Vevo.
Станом на березень 2024 року музичне відео мало 1,4 млрд переглядів на відеохостингу YouTube.
Підготовка музичного відео почалася ще в січні 2017 року, тоді як сама зйомка проходила в травні. Танцювальні номери поставив хореограф Тайс Діоріо, який працював разом із Тейлор над кліпом Shake It Off. Макіяж Свіфт під зомбі готував Білл Корсо. Остаточна підготовка відео тривала до самого ранку його релізу. Повідомлялося також, що алмази, використані у сцені, є справжніми. Діаманти, запозичені у знаменитого ювеліра Ніла Лейна, мають вартість понад 10 мільйонів доларів, що призвело до жорстких заходів безпеки.

### Сюжет
Відео починається з того, що Свіфт в образі зомбі вилазить з могили, надгробок якого говорить: «Тут спочиває репутація Тейлор Свіфт» і копає ще одну могилу. Наступна сцена показує Свіфт у ванній, наповненій діамантами. Потім вона сидить на троні, поки змії подають їй чай. Пізніше вона розбиває свою машину об стовп і співає приспів пісні, а папараці її фотографують. Далі вона гойдається всередині клітини, бере участь у пограбуванні банку, знаходиться в мотоциклетній банді. Згодом вона збирає групу жінок під назвою «U Squad», танцює з групою чоловіків в іншій кімнаті. Наприкінці відео різні образи з минулих відеокліпів Свіфт сперечаються один з одним, описуючи один одного словами «такі підроблені» та «грають жертву», закінчують висловлюванням «Я дуже хотіла б бути виключена з цієї розповіді», після чого інші образи в унісон кричать «заткнутися!», тоді як версія Свіфт на задньому плані мовчки спостерігає за тим, що відбувається. Джойс Чен з американського журналу Rolling Stone, аналізуючи кліп, виявив 13 прихованих послань або малопомітних нюансів, які можуть мати значення та які можна пропустити при першому перегляді. З ним перегукується і Люсі Вуд із британської газети Metro, яка виділила у кліпі 21 момент із різними явними та неявними посланнями.
У червні 2016 року, обговорюючи відносини між нею і Каньє Вестом після його пісні «Famous», Свіфт написала в Instagram: «Я дуже хотіла б бути виключена з цієї розповіді». І майже тими ж словами в тому ж ключі говорить один з образів Свіфт наприкінці відео. І цей образ одягнений в кліпі в той самий одяг, який Свіфт носила під час скандального інциденту на Церемонії MTV Video Music Awards 2009, коли Каньє Вест перервав її промову після нагородження в категорії за Найкраще жіноче відео.

## Чарти
Тижневі чарти
| Чарт (2017-18)                                    | Місце |
| ------------------------------------------------- | ----- |
| Argentina Anglo (Monitor Latino)                  | 4     |
| Australian Singles Chart                          | 1     |
| Austrian Singles Chart                            | 2     |
| Belgium (Ultratop 50 Flanders) (Фландрія)         | 8     |
| Belgium (Ultratop 50 Wallonia) (Валлонія)         | 39    |
| Canada (Canadian Hot 100)                         | 1     |
| Canada AC (Billboard)                             | 33    |
| Canada CHR/Top 40 (Billboard)                     | 10    |
| Canada Hot AC (Billboard)                         | 10    |
| Costa Rica (Monitor Latino)                       | 6     |
| Croatian Singles Chart (Croatian Radiotelevision) | 1     |
| Czech Republic (Rádio Top 100)                    | 39    |
| Czech Republic (Singles Digitál Top 100)          | 1     |
| Danish Singles Chart                              | 12    |
| El Salvador Singles Chart (Monitor Latino)        | 7     |
| Euro Digital Songs (Billboard)                    | 1     |
| Finland Suomen virallinen lista                   | 8     |
| France French Singles Chart                       | 26    |
| Germany German Singles Chart                      | 3     |
| Greece Digital Songs (Billboard)                  | 1     |
| Honduras (Monitor Latino)                         | 15    |
| Hungary (Single Top 40)                           | 3     |
| Irish Singles Chart                               | 1     |
| Israel Media Forest                               | 1     |
| Italian Singles Chart                             | 10    |
| Japan Japanese Singles Chart                      | 7     |
| Latvia (Latvijas Top 40)                          | 2     |
| Lebanon (Lebanese Top 20)                         | 1     |
| Luxembourg Digital Songs (Billboard)              | 7     |
| Malaysia (RIM)                                    | 1     |
| Mexico Anglo (Monitor Latino)                     | 1     |
| Netherlands Dutch Top 40                          | 7     |
| Netherlands Single Top 100                        | 13    |
| New Zealand Recorded Music NZ                     | 1     |
| Norway VG-lista                                   | 6     |
| Philippines (Philippine Hot 100)                  | 1     |
| Portugal (AFP)                                    | 4     |
| Russia Airplay (Tophit)                           | 46    |
| Scotland (Official Charts Company)                | 1     |
| Slovakia (Singles Digitál Top 100)                | 1     |
| Slovenia (SloTop50)                               | 26    |
| South Korea International Chart                   | 6     |
| Spanish Singles Chart                             | 12    |
| Swedish Singles Chart                             | 7     |
| Swiss Singles Chart                               | 6     |
| UK Singles (Official Charts Company)              | 1     |
| Uruguay (Monitor Latino)                          | 14    |
| US Billboard Hot 100                              | 1     |
| US Adult Contemporary (Billboard)                 | 19    |
| US Adult Top 40 (Billboard)                       | 7     |
| US Dance Club Songs (Billboard)                   | 9     |
| US Dance/Mix Show Airplay (Billboard)             | 3     |
| US Mainstream Top 40 (Billboard)                  | 1     |
| US Rhythmic (Billboard)                           | 20    |
| Venezuela Anglo (Monitor Latino)                  | 5     |

Річні чарти
| Чарт (2017)                          | Місце |
| ------------------------------------ | ----- |
| Australian Singles Chart             | 61    |
| Austrian Singles Chart               | 70    |
| Canada (Canadian Hot 100)            | 29    |
| Germany German Singles Chart         | 81    |
| Hungary (Single Top 40)              | 48    |
| Hungary (Stream Top 40)              | 51    |
| UK Singles (Official Charts Company) | 89    |
| US Billboard Hot 100                 | 39    |

## Продажі
| Країна                       | Сертифікація (таблиця продажів та сертифікатів) | Продажі    |
| ---------------------------- | ----------------------------------------------- | ---------- |
| Австралія (ARIA)             | Платина                                         | +70,000    |
| Бельгія (BEA)                | Золото                                          | +15,000    |
| Бразилія (Pro-Música Brasil) | Діамант                                         | +160,000   |
| Канада (CRIA)                | 2× Платина                                      | +160,000   |
| Франція (SNEP)               | Золото                                          | +50,000    |
| Німеччина (BVMI)             | Платина                                         | +200,000   |
| Нова Зеландія (RMNZ)         | Золото                                          | +15,000    |
| Італія (FIMI)                | Платина                                         | +50,000    |
| Іспанія (PROMUSICAE)         | Золото                                          | +200,080   |
| Швеція (GLF)                 | 2× Платина                                      | +80,000    |
| Британія (BPI)               | Золото                                          | +400,000   |
| США (RIAA)                   | 3× Платина                                      | +3,000,000 |

## Історія релізів
| Регіон    | Дата           | Формат                 | Лейбл           | Виноски |
| --------- | -------------- | ---------------------- | --------------- | ------- |
| Світ      | 24 серпня 2017 | Стримінг               | Big Machine     | [ 28 ]  |
| Світ      | 25 серпня 2017 | Цифрове завантаження   | Big Machine     | [ 29 ]  |
| Італія    | 25 серпня 2017 | Contemporary hit radio | Universal Music | [ 30 ]  |
| Британія  | 26 серпня 2017 | Contemporary hit radio | Virgin EMI      | [ 31 ]  |
| США       | 29 серпня 2017 | Contemporary hit radio | Big Machine     | [ 32 ]  |
| Німеччина | 27 жовтня 2017 | CD-сингл               | Universal Music | [ 33 ]  |